# Deutsch-nepalesische Beziehungen
Die deutsch-nepalesischen Beziehungen beschreiben das bilaterale Verhältnis zwischen Nepal und Deutschland. Seit 1958 pflegen die Bundesrepublik Deutschland und Nepal gute diplomatische Beziehungen basierend auf einem bilateralen Verhältnis. Nach dem Ende des zehnjährigen Bürgerkrieges erhielt Nepal bei dem Friedens- und Demokratisierungsprozess direkte Unterstützung von Deutschland. Die Entwicklungszusammenarbeit geschieht hierbei besonders in den Bereichen des Handels, der Kultur und Wissenschaft.

## Diplomatische Beziehungen
1958 war der Besuch des nepalesischen Königs Mahendra in der Bundesrepublik Deutschland von großer Bedeutung im Zusammenhang mit den diplomatischen Beziehungen zwischen Nepal und Deutschland. Deutschland hatte zu diesem Zeitpunkt noch keine permanent angelegte Botschaft in Nepal, jedoch wurde schnell erkannt, dass Nepal als neutrales Bezugsland im Ost-West Konflikt sehr nützlich ist. Deshalb wurden in beiden Ländern ab 1963 dauerhafte Botschaften des jeweils anderen Landes gegründet. Deutschland war somit nach dem Vereinigten Königreich, Indien, den Vereinigten Staaten, der Volksrepublik China und der UdSSR das sechste Land mit einer festen Botschaft in Nepal. Im Dezember 1972 nahm Nepal auch diplomatische Beziehungen mit der DDR auf, die jedoch nie über nachrichtendienstliche Aktivitäten hinausgingen. Norbert Meyer, ständiger Vertreter des Botschafters in Kathmandu von 2005 bis 2010, beschrieb den Alltag der Diplomaten der DDR in Nepal in einem Artikel der Nepal Information wie folgt: „Es muss ein schönes, stilles, ja erbauliches Leben für die DDR-Diplomaten im nicht ummauerten Kathmandu gewesen sein.“
Diplomatische Besuche von Seiten Nepals gab es durch den ehemaligen Premierminister Pushpa Kamal Dahal und den ehemaligen Außenminister Upendra Yadav vom 9. bis 13. März 2009 bezüglich regionaler und internationaler Probleme. Hinzu kam der Besuch des damaligen Handelsministers Lekh Raj Bhatt im März 2012. Bundespräsident Heinrich Lübke besuchte Nepal im Jahre 1967, Bundeskanzler Helmut Kohl im Jahre 1987 und Bundespräsident Roman Herzog im November 1996. Außerdem gab es noch weitere offizielle Besuche von Abgeordneten des Bundestages in den vergangenen Jahren.
Am 17. Juni 2024 hatte Bundespräsident Frank-Walter Steinmeier den nepalesischen Staatspräsidenten Ram Chandra Paudel in Schloss Bellevue mit militärischen Ehren empfangen.

## Wirtschaftliche Kooperation
1986 ist ein Investitionsschutzabkommen mit Nepal abgeschlossen worden. Im Jahre 1990 ist die deutsch-nepalesische Industrie- und Handelskammer, genannt Nepal German Chamber of Commerce and Industry (NGCCI) in Kathmandu zur Förderung der bilateralen Handelsbeziehungen gegründet worden.
Zu Beginn des 21. Jahrhunderts ist Deutschland einer der wichtigsten Handelspartner von Nepal, insbesondere als Absatzmarkt für Textilprodukte, wie beispielsweise Teppiche. Ein Großteil der Importe Nepals sind Maschinen und industrielle Erzeugnisse aus Deutschland. In diesen Jahren wurde in der bilateralen Handelsbilanz bei einem jährlichen Handelsvolumen von etwa 70 Millionen Euro konstant ein Überschuss zugunsten Nepals registriert.
Folgende Tabelle zeigt Nepals Handelsbilanz innerhalb von vier Jahren mit Deutschland in US-Dollar.
| Jahr      | Export     | Import     | Bilanz     |
| --------- | ---------- | ---------- | ---------- |
| 2009/2010 | 34.609.322 | 35.547.165 | −937.843   |
| 2010/2011 | 38.038.971 | 30.993.024 | 7.045.947  |
| 2011/2012 | 43.055.027 | 30.114.058 | 12.940.969 |
| 2012/2013 | 33.120.375 | 38.741.269 | −5.620.894 |

## Entwicklungshilfe
Die Hauptziele der Entwicklungszusammenarbeit von Nepal und Deutschland sind die Überwindung der Folgen des Bürgerkrieges als auch die langfristige Linderung der Armut im Land. Deutschlands Fokus liegt dabei auf erneuerbare Energien und Energieeffizienz, dem Gesundheitswesen, nachhaltiger Wirtschaftsentwicklung und dem Handel. Besondere Unterstützung erhielt Nepal außerdem beim Friedensprozess durch den Nepal Peace Trust Fund in Form von Finanz- und Beratungsleistungen, welcher zur Finanzierung der Vereinbarungen des Friedensabkommens von 2006 diente. Das Auswärtige Amt fördert ebenfalls Projekte zum Aufbau von demokratischen Strukturen und der Verbesserung der Durchsetzung von Menschenrechten.
Nach den schweren Erdbeben in Nepal im April und Mai 2015 hat Deutschland insgesamt 35 Millionen Euro zur Unterstützung Nepals zur Verfügung gestellt. 5 Millionen Euro sind sofort für Humanitäre Hilfe und weitere 30 Millionen Euro innerhalb von Wiederaufbauprogrammen bereitgestellt worden.

## Tourismus
Deutschland ist nach dem Vereinigten Königreich der größte Unterstützer im Bereich Wander- und Bergsteigtourismus. Im Jahre 2012 besuchten 30.409 deutsche Staatsbürger die Bundesrepublik Nepal. Davon gaben bei der Einreise 10.402 Personen an, dass der Grund des Aufenthalts das Wandern und Bergsteigen ist.
Jeder deutsche Staatsbürger kann mit einem gültigen Reisepass nach Nepal einreisen und benötigt dafür lediglich ein Visum, das man an Grenzübergangsstellen nach Nepal oder am Flughafen Kathmandu erhält.

## Kultur
Seit dem Bestehen des Kulturabkommens zwischen den beiden Ländern im Jahre 1992 war Deutsch nicht mehr länger eine unbekannte Sprache in Nepal. Auf dem Goethe-Zentrum Kathmandu wird Deutsch für Studierende als Sprachkurs angeboten. Tendenziell interessieren sich immer mehr junge Nepalesen für Deutschland und die deutsche Sprache. Das Auswärtige Amt unterstützte außerdem Projekte zur Wiederherstellung von kulturell und religiös wichtigen Stätten in Nepal.
In Deutschland konzentrieren sich die Gesellschaften hauptsächlich auf interkulturelle Kommunikation. Hauptaugenmerk der Deutsch-Nepalesischen Gesellschaft e. V. (DNG) ist die Pflege informativer Beziehungen zwischen Deutschland und Nepal im Sinne von Völkerverständigung und gegenseitiger Achtung. Aus diesem Grund veranstaltet die DNG jährlich den Nepaltag, dessen Rahmenprogramm verschiedenste Veranstaltungen zur Veranschaulichung der Kultur und der aktuellen Situation Nepals beinhaltet. Ziel der Nepali-Deutschen Gesellschaft e. V. (NEDEG) ist es, durch menschliche Interaktion kulturelles Wissen beider Länder zu vertiefen.

### Menschen mit nepalesischen Wurzeln in Deutschland
- Zascha Moktan (* 1981), Sängerin